# Laos

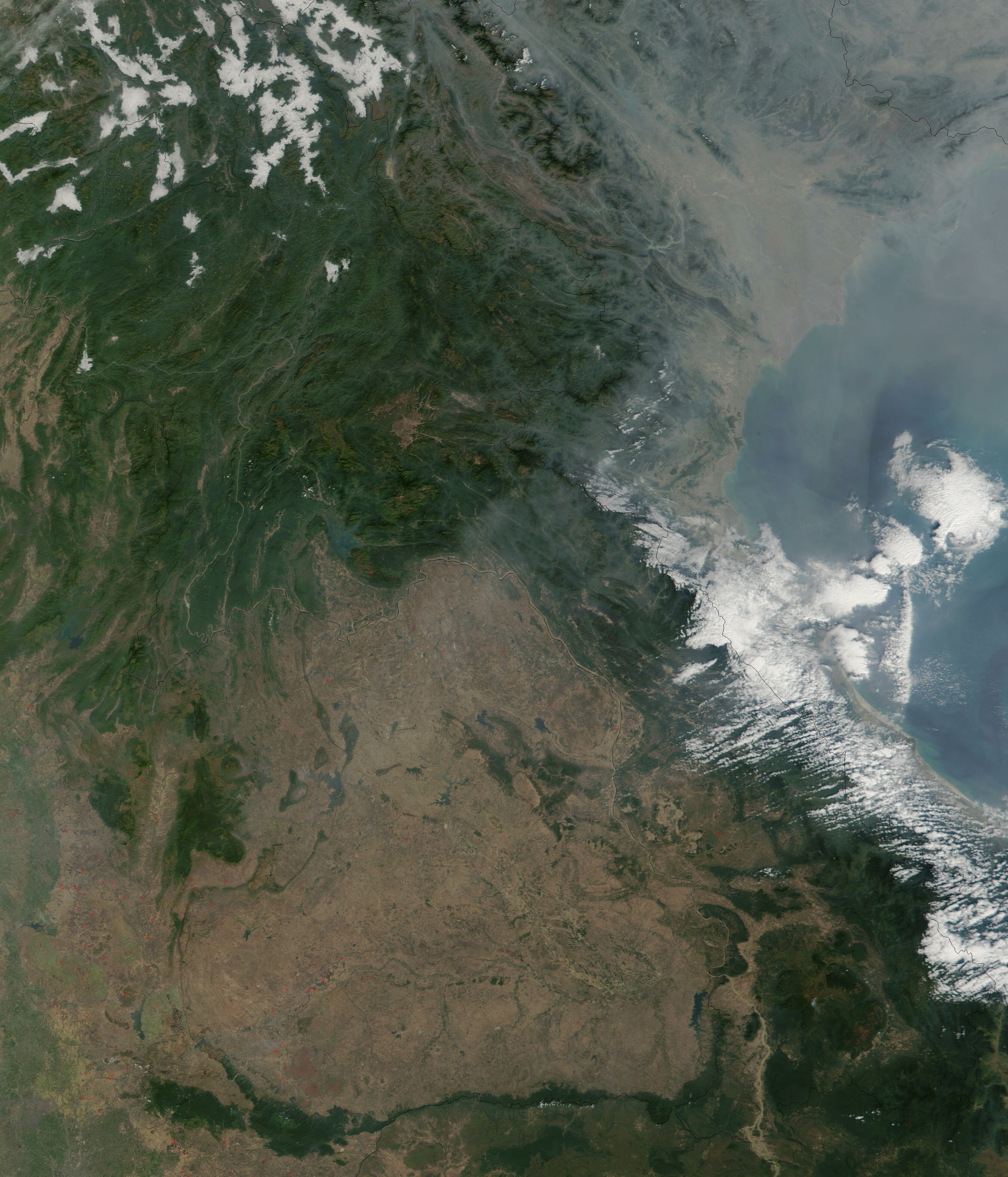
Satellietfoto van Laos

Laos (uitspraak: [ˈlaɔs]; Laotiaans: ລາວ, Lao), officieel Democratische Volksrepubliek Laos (Laotiaans: ສາທາລະນະລັດປະຊາທິປະໄຕ ປະຊາຊົນລາວ, Sathalanalat Paxathipatai Paxaxon Lao), is een door landmassa ingesloten land in het hart van het Indochinese schiereiland van Binnenlands Zuidoost Azië en grenst aan Myanmar (Birma) en China naar het noordwesten, Vietnam naar het oosten, Cambodja naar het zuidwesten en Thailand naar het westen en zuidwesten. Een inwoner van Laos noemt men een Laotiaan.
De historische en culturele identiteit van hedendaags Laos gaat terug tot het koninkrijk van Lan Xang Hom Khao (Koninkrijk van een Miljoen Olifanten Onder de Witte Parasol), dat  meer dan vier eeuwen bestond als een van de grootste koninkrijken in Zuidoost Azië. Door de centraal gelegen geografische locatie van Lan Xang was het koninkrijk in staat om tot een populair centrum voor handel over land uit te groeien, waarmee het zowel economisch als cultureel welvarend werd.
Na een periode van intern conflict splitste Lan Xang op in drie onafhankelijke koninkrijken: Luang Phrabang, Vientiane en Champasak. In 1893 werd het een Frans protectoraat, waarbij de drie territoria werden verenigd om de landmassa van het hedendaagse land Laos te vormen. Het land verkreeg kort onafhankelijkheid na de Japanse overheersing, maar werd door Frankrijk opnieuw gekoloniseerd tot het in 1949 onafhankelijkheid won. Laos werd officieel onafhankelijk in 1953, met een constitutionele monarchie onder Sisavang Vong. Kort na de onafhankelijkheidsverklaring maakte een lange burgeroorlog uiteindelijk een einde aan de monarchie toen de Communistische Pathet Lao beweging aan de macht kwam in 1975.
Laos is een socialistische eenpartijrepubliek. Het omarmt het marxisme-leninisme en het wordt geregeerd door de Laotiaanse Revolutionaire Volkspartij, waarbinnen het partijleiderschap gedomineerd wordt door personen met een militaire achtergrond. De Socialistische Republiek Vietnam, de Communistische Partij van Vietnam en het Vietnamees Volksleger hebben tot op heden een grote invloed in Laos.
De hoofdstad en grootste stad van het land is Vientiane. Andere grote steden zijn: Luang Prabang, Savannakhet en Pakse. De officiële taal is Laotiaans. Laos is een land met meerdere etniciteiten, waarbinnen de politiek en cultureel dominante Laotiaanse bevolkingsgroep ongeveer 55% van de totale bevolking vormt. Deze Laotianen wonen voornamelijk in de laaggelegen delen van het land. Mon-Khmer-groepen, de Hmong en andere inheemse heuvelstammen, die voornamelijk in het voorgebergte en de bergen wonen, maken de overige 45% uit.
Laos is lid van de Asia-Pacific Trade Agreement (APTA), Associatie van Zuidoost-Aziatische Naties (ASEAN), Oost-Azië-top, en La Francophonie. Laos werd op 2 februari 2013 lid van de Wereldhandelsorganisatie (WTO).

## Naam
In het Laotiaans is de naam van Laos "Meuang Lao (ເມືອງລາວ)" of "Pathet Lao" wat letterlijk "Land van de Lao" betekent. Frankrijk, dat de drie verschillende Laotiaanse koninkrijken verenigde in 1893 als Frans-Indochina, zette er een s achter om de meervoudigheid van de verschillende koninkrijken aan te duiden. Die s wordt in het Frans niet uitgesproken. Omdat het Laotiaans geen s als eindletter kent, wordt Laos ook door de Laotianen zelf zonder s uitgesproken.

## Geschiedenis
De wortels van Laos werden gelegd in de 14e eeuw toen Fa Ngum het koninkrijk Lan Xang (of Lan Xang Hom Khao), het rijk van de miljoen olifanten en de witte parasol, stichtte. Het koninkrijk bestond tot in 1707 en verviel toen in drie delen: het Koninkrijk Luang Prabang, het Koninkrijk Vientiane en het Koninkrijk Champassak. Ze werden alle drie blootgesteld aan constante invasies van de sterkere buren uit Birma, Siam (Thailand) en Vietnam.
In 1893 werd Laos door de Fransen veroverd en werd het als het "protectoraat Laos" opgenomen in de kolonie Unie van Indochina. De koloniale economie was gericht op de export van grondstoffen en landbouwproducten. De inwijking van Europeanen bleef steeds erg beperkt. Na de Japanse bezetting in de Tweede Wereldoorlog verkreeg Laos in 1954 door een nederlaag van de Fransen in de Eerste Indochinese Oorlog zijn onafhankelijkheid.
In het Koninkrijk Laos bestond een fragiel evenwicht tussen drie prinsen: een linkse, een neutralistische en een rechtse. Doorgaans was de neutralistische prins de eerste minister. In 1960 werd de rechtse regering door een militaire staatsgreep onder leiding van de jonge officier Kong Le omvergeworpen. De rechtse generaal, Phoumi Novasan lanceerde een tegenaanval om een einde te maken aan de communistische guerrilla. Hij kreeg militaire steun van de Verenigde Staten. Zo begon de Tweede Indochinese Oorlog, later bekend als de Vietnamoorlog. Boven Laos werden meer bommen afgeworpen dan in de Tweede Wereldoorlog op Duitsland en Japan tezamen. Tegen 1973 beheerste de communistische Pathet Lao drie kwart van het land. Na de Parijse vredesakkoorden van 1973 waarbij de Verenigde Staten zich terugtrok uit Vietnam, werd op 21 februari 1973 een akkoord gesloten tussen de regering gesteund door het westen en de communistische Pathet Lao samen met linkse neutralen. Het Verdrag van Vientiane hield in dat alle buitenlandse troepen het land moesten verlaten en een regering met beide partijen moest worden gevormd ter voorbereiding van algemene verkiezingen.
Kort na het beëindigen van de oorlog grepen de communistische en neutrale groeperingen in het jaar 1975 de macht en riepen op 2 december 1975 de Democratische Volksrepubliek Laos uit. Koning Savang Vatthana en koningin Khamphoui traden af. Ze werden samen met kroonprins Vong Savang opgesloten in een interneringskamp. De koning stierf er op 13 mei 1978. Ook de koningin en de kroonprins overleden in gevangenschap. De jongste zoon van de koning, prins Sauryavong Savang, levend in ballingschap, treedt op als hoofd van de familie in naam van kroonprins Soulivong Savang (*1963), zoon van de overleden kroonprins. Prins Sauryavong Savang en zijn broer Thayavong Savang ontsnapten in 1981. Van het lot van de overige kinderen, prins Sisavang Savang, en de prinsessen Savivanh Savang en Thala Savang, en verdere familie is niets bekend. Ze zijn waarschijnlijk vermoord of overleden door de slechte behandeling in gevangenschap.
Op 14 augustus 1991 nam de volksassemblee van Laos voor het eerst sinds het overnemen van de macht door de communisten een motie aan. Op basis van zware economische problemen en de ineenstorting van de Sovjet-Unie ging Laos een openings- en hervormingsbeleid voeren met als doel de planeconomie te vervangen door een gemengde economie. Sinds 1997 is Laos lid van de ASEAN.
In de voormalige speciale zone (in het Laotiaans 'khetphiset') Saisombun (vanaf 31 december 2013 een nieuwe provincie van Laos), noordoostelijk van Vientiane zijn vandaag de dag nog Hmong-strijders actief die de strijd niet opgegeven hebben. In deze regio vinden nog regelmatig incidenten plaats en bestaat een levendige handel in opium.

## Geografie
Laos is een land dat ligt in Zuidoost-Azië ten noorden van Thailand en ten westen van Vietnam. Het land is omsingeld door andere landen en is aldus het enige land in Pacifisch Azië dat geen kustlijn heeft. Het land heeft een oppervlakte van 236.800 km², waarvan 4736 km² water. Het totale oppervlak is nagenoeg even groot als het Verenigd Koninkrijk, en bijna 6 keer zo groot als Nederland. Het landschap is grotendeels erg ruw bergachtig terrein – waaronder het Annamitisch Gebergte – met hier en daar wat vlakke gebieden, voornamelijk langs de Mekong. Het hoogste punt in het land is Phou Bia met 2819 meter, in de provincie Xhieng Khuang. Het laagste punt is de Mekong die op 70 meter stroomt. Laos ligt tussen 14 en 22 graden noorderbreedte en tussen de 100 en de 106 graden oosterlengte.
De lengte van de Laotiaanse landgrenzen bedraagt 5274 km, waarvan 475 km met China, 238 km met Myanmar, 555 km met Cambodja, 1845 km met Thailand en 2161 km met Vietnam. De grootste rivier is de Mekong.

## Demografie
Medio 2020 telde het land 7,28 miljoen inwoners en de bevolkingsdichtheid was 31,5 inwoners per km². In 2015 was de urbanisatiegraad 38%. De gemiddelde jaarlijkse bevolkingsgroei is hoog en ligt iets boven de 2%. Door deze hoge groei heeft het land een relatief jonge bevolking, in 2016 was 43% van de bevolking jonger dan 20 jaar en 4% was ouder dan 65 jaar.
| Jaar | Bevolking (×miljoen) | Bevolkings- dichtheid (×p/km²) | Levens- verwachting bij geboorte | Vruchtbaar- heidscijfer |
| ---- | -------------------- | ------------------------------ | -------------------------------- | ----------------------- |
| 1990 | 4,26                 | 18,5                           | 53 jaar                          | 6,2                     |
| 2000 | 5,32                 | 23,1                           | 59 jaar                          | 4,3                     |
| 2010 | 6,25                 | 27,1                           | 64 jaar                          | 3,1                     |
| 2020 | 7,28                 | 31,5                           | 68 jaar                          | 2,6                     |

### Gezondheid
In 2018 was de levensverwachting van mannen 65,4 jaar (2007: 63,2) en de levensverwachting van vrouwen was 68,8 (2007: 65,9). Zo'n 80% van de bevolking had toegang tot geschoond drinkwater in 2018. De overheidsuitgaven op het vlak van gezondheidszorg besloegen 2,8% van het bruto binnenlands product.

### Steden en plaatsen
De hoofdstad van Laos is Vientiane. Enkele andere steden zijn onder andere Champassak, Kaysone Phomvihane, Luang Prabang, Pakse, Paksong, Phonsavan, Sam Neua en Xhieng Khusang. Andere plaatsen zijn onder meer Attapeu, Ban Houayxay, Ban Nahin, Ban Phone, Luang Namtha, Luang Prabang, Muang Khua, Muang Sayaburi, Muang Sui, Muang Xay, Pakbeng, Paksan, Phon Hong, Phongsali, Phonsavan, Salavan, Thakhek, Vang Vieng en Xhieng Khuang.

## Cultuur

### Religie
Het boeddhisme is de belangrijkste religie in Laos. Tijdens het koninkrijk was het boeddhisme er staatsgodsdienst. De Lao zijn boeddhisten. De andere volken hangen natuurreligies aan. Er zijn ongeveer 30.000 katholieken en 25.000 protestanten. Na de omwenteling in 1975 zijn de godsdiensten ongemoeid gelaten en sinds 1991 bestaat er ook officieel weer godsdienstvrijheid.

### Taal
De officiële taal is het Laotiaans of Lao. Dit is een toontaal uit de Tai-familie, waaronder ook het sterk verwante Thais behoort, alsook talen gesproken in het zuiden van China. Het schrift dat gebruikt wordt is nauw verwant aan het Thais schrift. In het noordoosten van Thailand (Isaan) wonen meer mensen die Laotiaans en daarop lijkende talen spreken dan in Laos zelf, waar slechts iets meer dan de helft van de bevolking Laotiaans spreekt. De rest van de bevolking spreekt vaak een van de vele inheemse talen, waaronder Hmong en Khmu. Er worden in het land 85 verschillende talen gesproken.

### Festiviteiten
- Pi Mai ("Nieuwjaar"; in Thailand noemt men het Songkran). Viering van het begin van het nieuwe jaar. Van 14 t/m 16 april. Je wenst iemand gelukkig nieuwjaar door deze met water nat te maken en daarbij 'sok di pi mai' te zeggen, oftewel gelukkig nieuwjaar.
- Bootracen. Op diverse plaatsen in Laos in oktober over de rivier de Mekong.

### Bezienswaardigheden
- Stad Luang Prabang
- Wat Phou en bijbehorende oude nederzettingen in het cultuurlandschap van Champasak
- Vlakte der Kruiken

## Bestuurlijke indeling

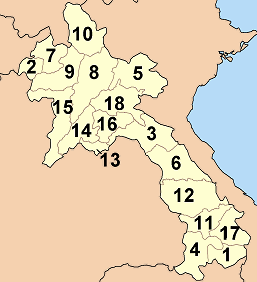
De provincies van Laos.

De provincies van Laos vormen de bestuurlijke hoofdindeling van Laos. Naast de 16 provincies (Laotiaans: khwaeng) bestaat er een prefectuur rond de hoofdstad Vientiane.
- Attapeu (1)
- Bokeo (2)
- Bolikhamsai (3)
- Champassak (4)
- Hua Phan (5)
- Khammuan (6)
- Luang Namtha (7)
- Luang Prabang (8)
- Phongsali (10)
- Salavan (11)
- Sainyabuli (15)
- Savannakhet (12)
- Sekong (17)
- Udomxai (9)
- Vientiane (khwaeng) (14)
- Xieng Khuang (18)
- Saisomboun (16)
- Vientiane (prefectuur) (Kamphaeng Nakhon Wieng Chan) (13)

De provincies en de prefectuur zijn verder verdeeld in districten (Laotiaans: ເມືອງ, muang). Op lokaal niveau bestaan er dorpen (Laotiaans:ບ້ານ, baan)

## Economie
In regering van Laos, een communistisch Eenpartijstelsel, begon in 1986 de economische teugels los te laten en meer ruimte te laten voor particulier initiatief. Dit leidde tot een hoge gemiddelde economische groei van meer dan 6% op jaarbasis tussen 1988 en 2018.
De landbouw was een belangrijke economische sector, het had in 1990 een aandeel van 50% in het BBP en een nog groter aandeel in de totale werkgelegenheid. In 2020 was het aandeel gedaald naar 16% in het BBP en was het aandeel van de industrie gestegen van 14% in 1990 naar 32% in 2020. Slechts 6,2% van het landoppervlak is vruchtbaar genoeg voor landbouw, en slechts 0,7% wordt permanent bewerkt. Een probleem voor de landbouw vormen de grote hoeveelheden ongeëxplodeerde munitie die nog in het land liggen van de oorlogen in de jaren 60 en 70. In 2017 was de beroepsbevolking 3,6 miljoen mensen groot, waarvan ruim 70% nog actief was in de landbouwsector.
De Laotiaanse economie is voornamelijk afhankelijk van investeringen en handel met buurlanden Thailand, Vietnam en in het bijzonder China.
| Jaar | BBP (×US$ miljarden) | BBP per hoofd (×US$) | BNP per hoofd (×US$, PPP) | Inflatie (% mut JoJ) |
| ---- | -------------------- | -------------------- | ------------------------- | -------------------- |
| 1990 | 0,87                 | 204                  | 1030                      | 37,9%                |
| 2000 | 1,73                 | 325                  | 1760                      | 24,8%                |
| 2010 | 7,13                 | 1141                 | 3580                      | 9,2%                 |
| 2020 | 19,14                | 2629                 | 7790                      | 5,1%                 |

Volgens het Ontwikkelingsprogramma van de Verenigde Naties leeft in Laos 33,0% van de bevolking onder de armoedegrens.
Laos heeft ambitieuze strategieën voor ontwikkeling gebaseerd op het opwekken van elektriciteit door middel van haar rivieren, en het vervolgens doorverkopen van deze opgewekte energie aan haar buurlanden, voornamelijk Thailand, China en Vietnam. Bovendien heeft het met haar plannen voor vier nieuwe spoorwegen die Laos met voorgaande landen moeten verbinden, de ambitie om een 'land-verbonden' natie te worden. Door deze infrastructurele ontwikkelingen en een groeiende mijnsector is Laos door de Wereldbank genoemd als een van de snelst groeiende economieën in Oost-Azië en de Grote Oceaan, met 7% gemiddelde jaarlijkse groei van het bbp over de afgelopen tien jaar.

## Infrastructuur

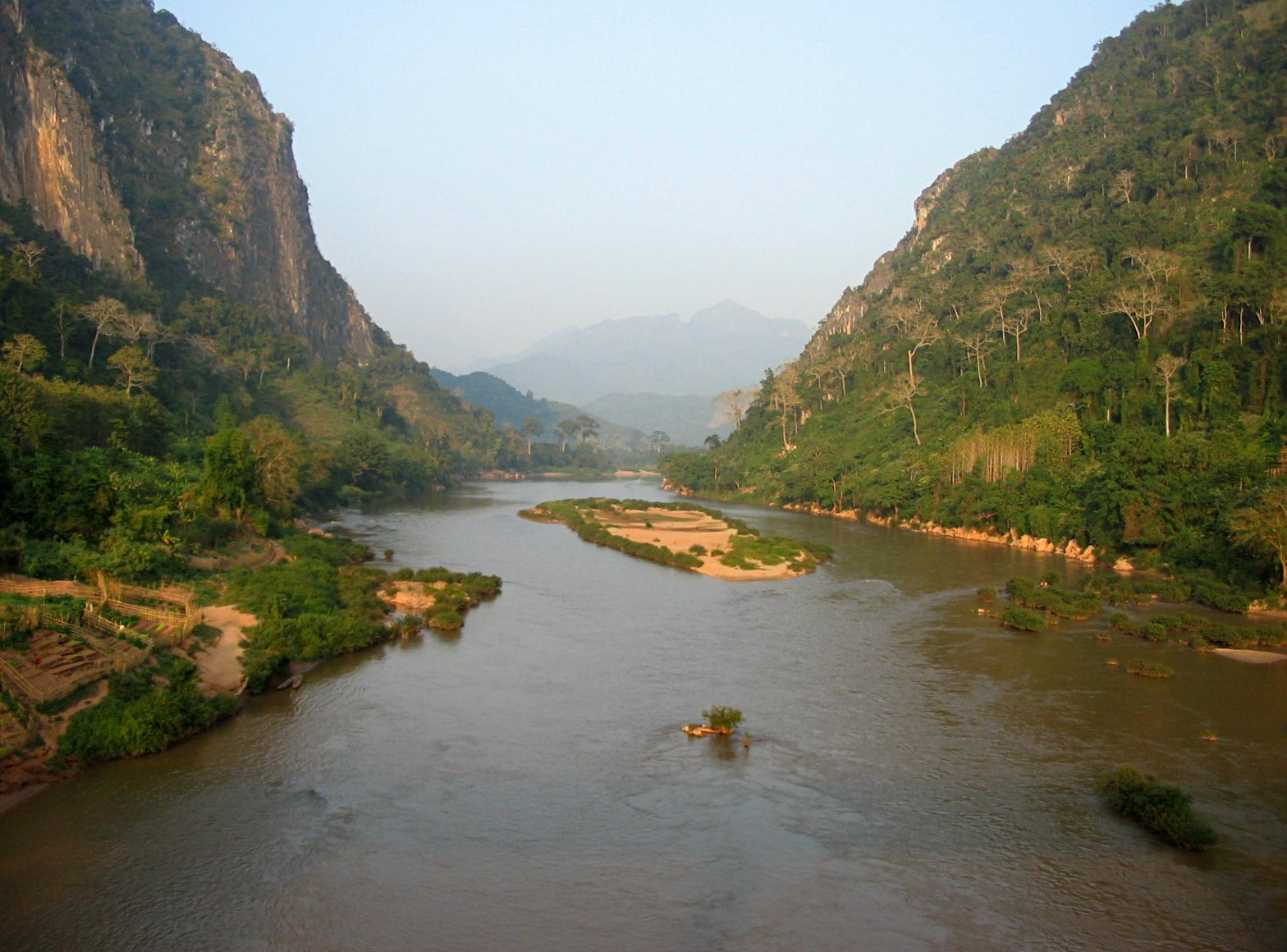
Rivieren zijn belangrijke transportassen voor veel Laotianen.

De infrastructuur van Laos is erg slecht. In een groot deel van het land ontbreekt het aan goede wegen, en er zijn geen spoorwegen, behalve een kort stukje dat Thailand via de Eerste Thais-Laotiaanse Vriendschapsbrug verbindt met een station aan de overkant van de Mekong, 13 km ten zuidoosten van Vientiane. Een aantal hoofdwegen, vooral in stedelijke gebieden, zijn verbeterd met als belangrijkste voorbeeld Route 13. Echter, nog steeds kunnen de meeste delen van het land in dunbevolkte gebieden alleen bereikt worden over onverharde wegen, die niet het hele jaar begaanbaar zijn.
Er is weinig externe en interne telecommunicatie, maar mobiele telefoons worden wel veel gebruikt in de steden. In de steden en op sommige andere plaatsen is ook internet, en hotels en restaurants hebben veelal wifi. In veel rurale gebieden was elektriciteit gedeeltelijk of helemaal niet beschikbaar, maar in 2018 was dit verbeterd en had 80% toegang tot het net. Songthaews (pick-up-trucks met twee rijen bankjes) worden vaak gebruikt voor het openbaar vervoer over korte afstand. Op de langere afstanden rijden ook bussen en mini-busjes. De bussen zijn soms betaald met Japanse ontwikkelingshulp en ook zijn er vele tweedehands bussen te vinden uit China en andere buurlanden.
In Laos zijn 21.716 km interlokale wegen, waarvan 9674 km geasfalteerd en 12.043 km ongeasfalteerd. In Laos rijdt men rechts.
Laos heeft een snelweg van Savannakhet tot de Vietnamese grens bij Lao Bao  naar Kunming in Zuid-China sinds april 2008. Ook op enkele andere wegen worden wegen breder gemaakt en ontstaan wegen die snelweg genoemd kunnen worden. In 2020 opende de snelweg Vientiane–Boten Expressway.
Er zijn een aantal verbindingen over de Mekong met Thailand in de vorm van "vriendschapsbruggen" (Friendship Bridges). Vientiane is sinds 1994 verbonden met Nong Khai via de Eerste Thais-Laotiaanse Vriendschapsbrug. De Tweede Thais-Laotiaanse Vriendschapsbrug verbindt de Laotiaanse stad Savannakhet met de stad Mukdahan. De Derde Thais-Laotiaanse Vriendschapsbrug verbindt de provincie Nakhon Phanom in het noordoosten van Thailand met de provincie Khammouan in Laos. Deze brug is voltooid op 11 november 2011. De Vierde Thais-Laotiaanse Vriendschapsbrug (Laotiaans: ຂົວມິດຕະພາບ ລາວ-ໄທ) verbindt Huay Xai en het district Chiang Khong in Thailand. Sinds eind 2014 heeft ook het eiland Don Khong in de provincie Champasak een brug die het vasteland verbindt met het eiland.
Er zijn 52 vliegvelden in Laos. Het belangrijkste is Wattay International Airport, de internationale luchthaven van Vientiane.
Eind 2021 kwam een 1024 km lange spoorlijn tussen Kunming, de hoofdstad van Yunnan in de Volksrepubliek China, en Vientiane gereed. Op het traject is een maximumsnelheid van 160 km/h mogelijk. Er zijn 10 stations op het 409 kilometer lange traject in Laos. De spoorlijn vergde een investering van bijna 9 miljard dollar. Er zijn plannen om deze spoorlijn verder naar het zuiden uit te breiden met als finale bestemming Singapore via Laos, Thailand, Cambodja en Maleisië.